# Saint-Epvre
Saint-Epvre é uma comuna francesa na região administrativa de Grande Leste, no departamento de Mosela. Estende-se por uma área de 4,67 km². Em 2010 a comuna tinha 178 habitantes (densidade: 38,1 hab./km²).